# Liodessus delfini
Liodessus delfini är en skalbaggsart som först beskrevs av Régimbart 1899.  Liodessus delfini ingår i släktet Liodessus och familjen dykare. Inga underarter finns listade i Catalogue of Life.